# Guardia di Finanza
La Guardia di Finanza es una fuerza especial de policía que forma parte de las Fuerzas Armadas de Italia. Es un cuerpo militar dependiente directamente del Ministro de Economía y de Finanzas y del servicio de seguridad pública del Ministerio del Interior. Desarrolla tareas de policía judicial y seguridad pública en el ámbito económico y financiero. La Guardia di Finanza es una fuerza armada y tiene una gran flota aérea y naval para el control de las fronteras italianas. Además tiene una larga historia militar y ha participado en ambas guerras mundiales.
Las principales competencias de la Guardia di Finanza italiana son: el contrabando, el tráfico internacional de droga, la criminalidad financiera, el reciclaje del dinero negro (blanqueo de capitales/lavado de activo), la evasión impositiva, los controles aduaneros, la inmigración clandestina, la falsificación de dinero, las operaciones antimafia, la financiación del terrorismo internacional y la criminalidad informática.
Actualmente la Guardia di Finanza está formada por 68 000 militares y sus policías están en servicio en el Europol y OLAF (Agencia Europea de Lucha contra el Fraude).
Órganos similares en otros países son, en España el Servicio de Vigilancia Aduanera de la AEAT y la Guardia Civil, la guardia de frontera suiza (GWK), los estadounidenses U.S. Immigration and Customs Enforcement, la DEA, la U.S. Customs and Border Protection y los colombianos CTI y la Dirección de Antinarcóticos de la Policía Nacional de Colombia.

## Departamentos especiales de laGuardia di Finanza
Los departamentos especiales de la Guardia di Finanza son:
- C.O.A. (Comando aeronaval);
- G.I.C.O. (Grupo Investigador sobre el Crimen Organizado);
- G.O.A. (Grupo Operativo Antinarcótico);
- G.A.T. (Grupo Anticrimen Tecnológico — hacker y cracker);
- A.T.P.I. (Fuerza antiterrorista y de reacción rápida);

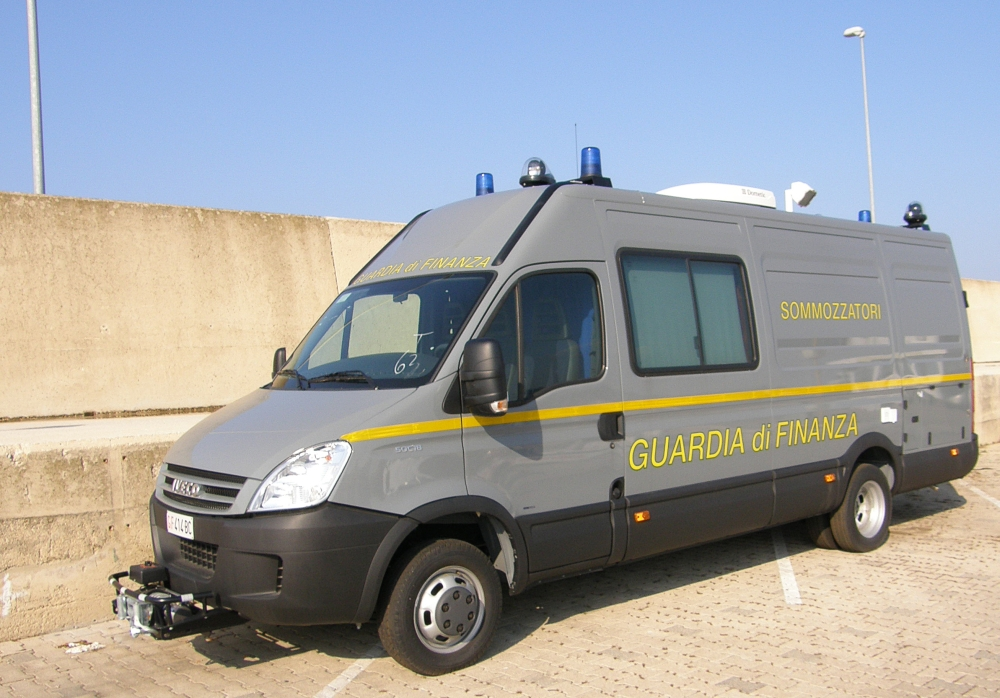
Furgón de la Guardia di Finanza.

- Servicio Cinológico (K9).

## Operaciones antidroga internacionales
El 20 de junio de 2023 la Guardia
di Finanza anunció la incautación de un cargamento con más de 5 toneladas de cocaína en las costas de Sicilia. Con este decomiso de narcóticos, las autoridades rompen un nuevo récord dentro de su país.
El cargamento de cocaína fue localizado en un barco que navegaba por la costa sur de la isla de Sicilia. El navío estaba siendo rastreado desde su origen en Sudamérica bajo la sospecha de que traficaba con algún tipo de contenido ilegal.
Una vez llegado a la jurisdicción italiana, las autoridades comenzaron con un monitoreo más puntual del navío con el objetivo de encontrar algún movimiento sospechoso. Su búsqueda no demoró tanto ya que el pasado miércoles un avión de vigilancia captó imágenes de como paquetes sospechosos eran arrojados al agua para después ser recogidos por una lancha.
Al descubrirse estas imágenes, la Guardia di Finanza procedió a realizar una revisión del barco sospechoso. Una vez dentro del navío, las autoridades encontraron el enorme cargamento escondido en los compartimentos de la nave, siendo un gran total de 5.3 toneladas de cocaína.
El 17 de abril de 2023 la Guardia di Finanza recuperó una cantidad récord de cocaína durante un vuelo rutinario de vigilancia frente a la costa oriental de Sicilia y declaró que se había incautado de casi 2 toneladas de cocaína, encontradas en 70 paquetes flotantes estancos en el Mediterráneo. La GdF añadió que los paquetes flotantes estaban conectados e incluían un dispositivo luminoso de señalización. La droga tenía que ser recuperada por delincuentes para su posterior venta ilegal en el territorio nacional y que habría reportado ganancias muy elevadas, se añade que el valor en la calle de la cantidad de cocaína recuperada es de casi US$ 440 millones (400 millones de euros).
El 9 de agosto de 2018 la Guardia di Finanza incautó más de 20 toneladas de hachís en una embarcación con bandera panameña. El barco fue inspeccionado en aguas internacionales, tras el acuerdo de las autoridades panameñas. La droga se encontraba en 650 bolsas de yute, escondidas dentro de dos tanques de diésel con capacidad para 20 mil litros, que transportaba la embarcación en la proa.
El 31 de enero de 2019, la Guardia di Finanza italiana y la Policía Nacional de España incautaron más de 2 toneladas de cocaína en Génova, que estaban a bordo de un barco que venía de Colombia y se dirigía a Barcelona, España. «1,801 paquetes de cocaína pura, con un peso total de más de 2,100 kilogramos». La cocaína incautada tiene un valor estimado de unos 500 millones de euros: es la mayor incautación de cocaína incautada en Italia en los últimos 25 años.
El 29 de julio de 2019 la Guardia di Finanza de Génova realizó un operativo policial incautando 368 kg de cocaína, con la colaboración de la DEA, la Oficina de Aduanas y Protección Fronteriza de los Estados Unidos y la Policía Nacional de Colombia. La droga se encontraba en un barco desde Colombia y directa a la mafia calabresa llamada 'Ndrangheta.
El 1 de julio de 2020 la Guardia di Finanza incautó en el puerto de Salerno, 14 toneladas de anfetaminas, 84 milione de pastillas, supuestamente producidas en Siria por el grupo Estado Islámico para financiar actividades extremistas y destinadas al mercado de la droga europeo. La más grande incautación de esta clase de droga a nivel mundial.
El 19 de junio de 2021 la Guardia di Finanza confirmò el incautamento de 6 toneladas de hachís y las detenciòn de tres miembros de la tripulación, identificados como ciudadanos búlgaros, fueron inmediatamente y trasladados a una prisión de Palermo. Según un informe policial, un avión de vigilancia de la guardia di finanza avistó y siguió una embarcación con bandera estadounidense, mientras realizaba operaciones de patrulla en el Mediterráneo occidental. La embarcación se dirigía desde el mar de Cerdeña hacia el canal de Sicilia. Los agentes descubrieron en el interior del yate un gran número de paquetes de hachís. La droga incautada tiene un valor en la calle de unos 13 millones de euros (15,4 millones de dólares).
El 7 de junio de 2022, una operación de la Guardia di Finanza italiana ha llevado a la detención, entre varios países de Europa y Colombia, de 38 personas vinculadas al poderoso cártel colombiano del 'clan del Golfo', además de la incautación de 4,3 toneladas de cocaína, una de las mayores realizadas en Europa.
La investigación de la Guardia di Finanza y la Dirección Antimafia de Trieste (noreste de Italia) ha durado más de un año y ha sido posible gracias a la colaboración entre la magistratura y la Policía Nacional de Colombia, junto con la Agencia de Seguridad Nacional de EE. UU. y la Policía Nacional de España.

## Flota de tierra, aérea y naval

### Automóviles
- Fiat Grande Punto
- Fiat Nuova Panda
- Land Rover Range Rover
- Fiat Croma
- Alfa Romeo Giulia
- Alfa Romeo 155
- Alfa Romeo 156
- Alfa Romeo 159
- Fiat Bravo
- Fiat Stilo
- Land Rover Freelander
- Land Rover Defender
- Iveco Massif
- Iveco Daily
- Isuzu D-Max
- Fiat Scudo
- Land Rover Discovery
- Nissan Navara

### Aviones
| Tipo                    | Origen           | Imagen | En servicio |
| ----------------------- | ---------------- | ------ | ----------- |
| ATR42-400MP             | Italia · Francia |        | 4           |
| Piaggio P.166DP1        | Italia           |        | 8           |
| Piaggio P.180 Avanti II | Italia           |        | 2           |

### Helicópteros
| Tipo                             | Origen | Imagen | En servicio |
| -------------------------------- | ------ | ------ | ----------- |
| AgustaWestland AW139             | Italia |        | 2           |
| Agusta-Bell AB 412               | Italia |        | 22          |
| Agusta A109AII / A109C / AW109N  | Italia |        | 33          |
| Nardi Hughes NH-500MC / NH-500MD | Italia |        | 28          |

### Barcos

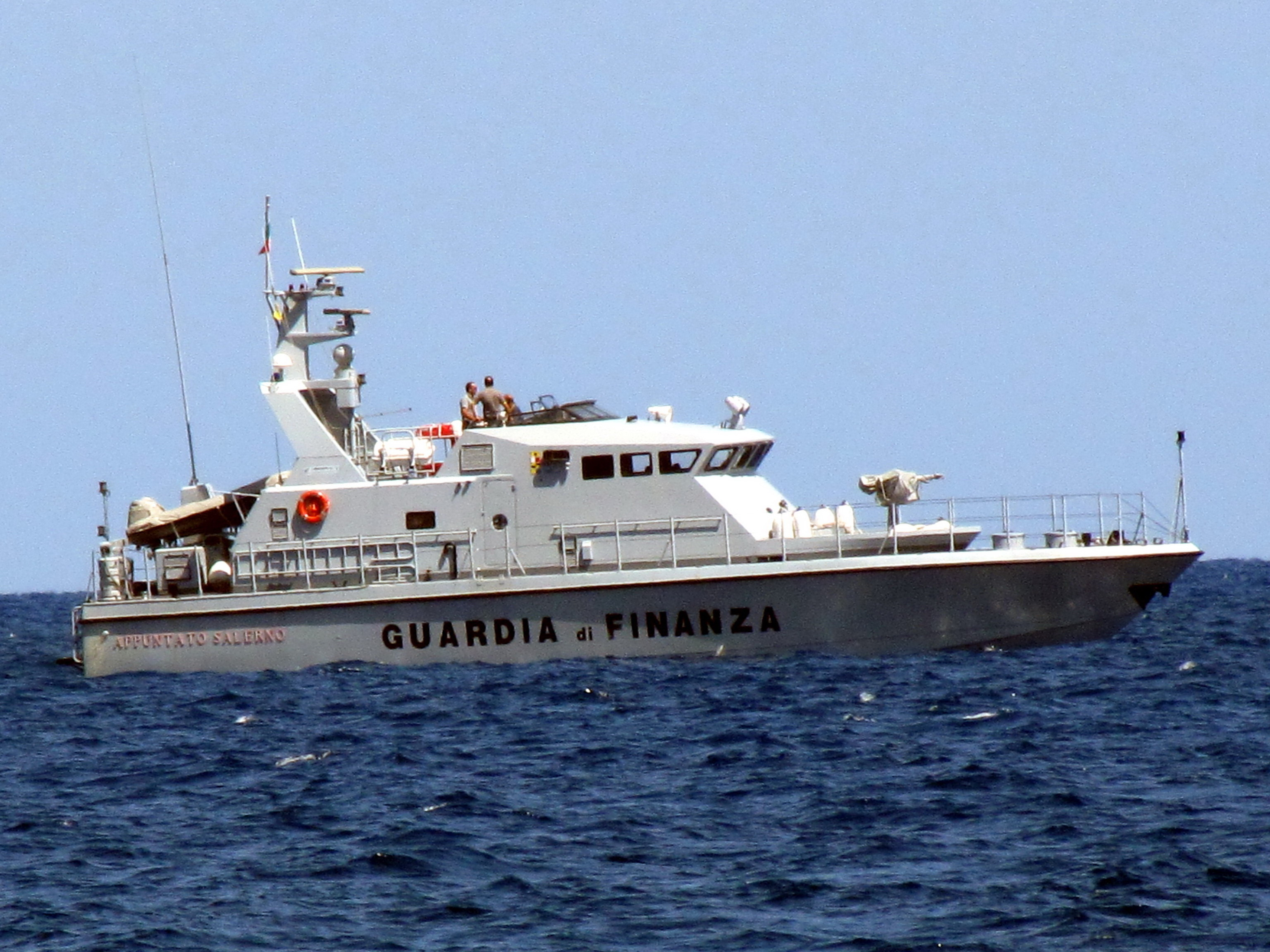
Patrullera de la Guardia di Finanza.

- Más de 200 patrulleros de altura y de alta velocidad.

## Armamento
- Pistola: Beretta 92, Beretta 84 BB, Beretta PX4 Storm
- Subfusil: Beretta PM 12 S2
- Fusil de asalto: Beretta SC70/90
- Escopeta de asalto: Spas-12